# Josue Soto
Josue Soto (Fort Worth, Texas , Estados Unidos; 3 de enero de 1989) es un futbolista estadounidense de origen mexicano. Juega como mediocampista y actualmente se encuentra en Chattanooga Red Wolves SC de la USL League One.

## Biografía
Al año de nacer su familia se traslada a Monterrey, México. Es hijo del Dr. Rogelio y Ruth Soto, tiene 2 hermanos (Daniel y Verónica).

## Selección nacional
Ha sido internacional con la selección Sub-18 de Estados Unidos.

## Clubes
| Club                             | País           | Año       |
| -------------------------------- | -------------- | --------- |
| Santos Laguna                    | México         | 2007-2008 |
| SMU Mustangs                     | Estados Unidos | 2009-2010 |
| Houston Dynamo                   | Estados Unidos | 2011-2012 |
| → San Antonio Scorpions (cedido) | Estados Unidos | 2011      |
| Chivas USA                       | Estados Unidos | 2013      |
| San Antonio Scorpions            | Estados Unidos | 2014-2015 |
| Jaro                             | Finlandia      | 2016      |
| AC Oulu                          | Finlandia      | 2017-2018 |
| Chattanooga Red Wolves SC        | Estados Unidos | 2019-2020 |
| Rio Grande Valley FC             | Estados Unidos | 2021      |
| Tormenta FC                      | Estados Unidos | 2022-Act. |